# Triptamin
Triptamin je monoamini alkaloid pronađen u biljkama i životinjama. Njegova struktura se tvori oko indolnog prstena, a prirodno se sintetizira iz aminokiseline triptofan od kuda je i dobiveno ime triptamin. Triptamin je u tragovima pronađen u mozgovima sisavaca i smatra se da ima ulogu neurotransmitera.
Triptamin je također polazišna osnova za grupu spojeva zajedno zvanih triptamini. U skupini triptamina se nalaze i razni biološki aktivni spojevi poput neurotransmitera ili halucinogena.
Koncentracija triptamina u mozgu štakora iznosi otprilike 3.5 pmol/g.

## Triptamini u biljkama
Mnoge ili skoro sve biljke imaju malenu količinu triptamina koji sudjeluje u procesu biosinteze biljnog hormona indol-3-acetatna kiselina (heteroauksin). Veće koncentracije mogu biti pornađene u biljkama vrste
- Acacia

Triptamin u biljci djeluje kao prirodni pesticid.

## Derivati triptamina
Najpoznatiji triptamini su serotonin, važan neurotransmiter,  i melatonin. Triptamini alkaloidi pronađeni u gljivama, biljkama i životinjama čovjek često koristi zbog njihovih psihoaktivnih djelovanja. Neki od takvih primjera je i psilocibin iz gljive, i DMT nekih biljaka. Napravljeni su i mnogi sintetički triptamini koji uključuji sumatriptan, lijek za migrenu. 
Neki triptamini mogu biti i dijelom kompleksnijih spojeva kao što su: LSD i Ibogain
| Kratko ime | R4 | R5   | R6 | RN1      | RN2 | Puno ime                        |
| ---------- | -- | ---- | -- | -------- | --- | ------------------------------- |
| DMT        | H  | H    | H  | CH3      | CH3 | N,N-dimetiltriptamin            |
| NMT        | H  | H    | H  | H        | CH3 | N-metiltriptamin                |
| Psilocin   | OH | H    | H  | CH3      | CH3 | 4-hidroksi-N,N-dimetiltriptamin |
| Serotonin  | H  | OH   | H  | H        | H   | 5-hidroksitriptamin             |
| Bufotenin  | H  | OH   | H  | CH3      | CH3 | 5-hidroksi-N,N-dimetiltriptamin |
| Melatonin  | H  | OCH3 | H  | O=CH-CH3 | H   | 5-metoksi-N-acetiltriptamin     |
| 5-MeO-DMT  | H  | OCH3 | H  | CH3      | CH3 | 5-metoksi-N,N-dimetiltriptamin  |

| Kratko ime  | Rα     | R4   | R5       | RN1       | RN2       | Puno ime                                  |
| ----------- | ------ | ---- | -------- | --------- | --------- | ----------------------------------------- |
| AET         | CH2CH3 | H    | H        | H         | H         | α-etiltriptamin                           |
| AMT         | CH3    | H    | H        | H         | H         | α-metiltriptamin                          |
| DET         | H      | H    | H        | CH2CH3    | CH2CH3    | N,N-dietiltriptamin                       |
| DiPT        | H      | H    | H        | CH(CH3)2  | CH(CH3)2  | N,N-diizopropiltriptamin                  |
| DPT         | H      | H    | H        | CH2CH2CH3 | CH2CH2CH3 | N,N-dipropiltriptamin                     |
| 5-MeO-AMT   | CH3    | H    | OCH3     | H         | H         | 5-metoksi-α-metiltriptamin                |
| 4-HO-DET    | H      | OH   | H        | CH2CH3    | CH2CH3    | 4-hidroksi-N,N-dietiltriptamin            |
| 4-HO-DIPT   | H      | OH   | H        | CH(CH3)2  | CH(CH3)2  | 4-hidroksi-N,N-diizopropiltriptamin       |
| 5-MeO-DIPT  | H      | H    | OCH3     | CH(CH3)2  | CH(CH3)2  | 5-metoksi-N,N-diizopropiltriptamin        |
| 4-HO-MiPT   | H      | OH   | H        | CH(CH3)2  | CH3       | 4-hidroksi-N-izopropil-N-metiltriptamin   |
| Sumatriptan | H      | H    | SO2NHCH3 | CH3       | CH3       | 5-metilaminosulfonil-N,N-dimetiltriptamin |
| 5-DAT       | H      | OCH3 | H        | O=CH-CH3  | O=CH-CH3  | 5-metoksi-N,N-diacetiltriptamin           |

Organska reakcija za sintezu triptamina počevši od beta-karbolina zove se Abramovitch-Shapiro sinteza triptamina.

## Zakonska regulativa
Triptamin i njegovi strukturno izvedenispojevi, vrsta su psihotropnih tvari. Uvršteni su u Hrvatskoj na temelju Zakona o suzbijanju zlouporabe droga na Popis droga, psihotropnih tvari i biljaka iz kojih se može dobiti droga te tvari koje se mogu uporabiti za izradu droga, pod Popis droga i biljaka iz kojih se može dobiti droga, pod 2. Popis psihotropnih tvari i biljaka, Odjeljak 1 - Psihotropne tvari sukladno Popisu 1. Konvencije UN-a o psihotropnim tvarima iz 1971. godine. Kemijskim sastavom to su spojevi strukturno izvedeni iz 2-(1H-indol-3-il)etanamina zamjenom jednog ili oba vodikova atoma amino-skupine alkilnom ili alkenilnom skupinom ili uključenjen dušikova atoma u cikličku strukturu, bez obzira na to jesu li ili nisu dodatno modificirani na jedan ili više od sljedećih načina:.
- zamjenom vodikova atoma u alfa položaju alkilnom ili alkenilnom skupinom;
- supstitucijom na šesteročlanom prstenu supstituentom ili supstituentima iz skupine koju čine alkil, alkiloksi, halogenalkil, alkiltio, alkilendioksi, halogen, hidroksilna ili supstituirana hidroksilna skupina;
- supsitucijom na položaju 2 triptaminskog prstena alkilnom skupinom.

## Vanjske poveznice
- Triptamin FAQ